# Gottlieb Bechter
Gottlieb Bechter (* 26. März 1872 in Hittisau; † 26. November 1960 ebenda) war ein österreichischer Politiker (CSP), Armenhausverwalter und Landwirt. Er war von 1930 bis 1932 Abgeordneter des Vorarlberger Landtags und von 1909 bis 1919 Gemeindevorsteher von Hittisau. 

## Ausbildung und Beruf
Bechter absolvierte die Volksschule in Hittisau und war in der Folge bis zu seinem 21. Lebensjahr im elterlichen, landwirtschaftlichen Betrieb beschäftigt. Er rückte im Anschluss zum aktiven Militärdienst ein und war als rechnungs- und dienstführender Oberjäger tätig. Nach seiner Entlassung aus dem Militärdienst arbeitete Bechter neuerlich in der elterlichen Landwirtschaft mit und fand ab 1898 auch eine Beschäftigung in der Gemeindestube von Hittisau. Des Weiteren machte er sich durch die Bewirtschaftung des eigenen Anwesens in Hittisau selbständig.

## Politik und Funktionen
Bechter war Mitglied der Christlichsozialen Partei und wurde 1898 zum Mitglied der Gemeindevertretung von Hittisau gewählt. Er gehörte dieser bis zum Jahr 1936 an und war des Weiteren von 1901 bis 1909 Mitglied des Gemeinderates. Im Jahr 1909 übernahm er die Funktion des Gemeindevorstehers seiner Heimatgemeinde und übte dieses Amt bis zum Jahr 1919 aus. Bechter kandidierte bei der Landtagswahl 1928 für die Christlichsoziale Partei im Wahlbezirk Bregenz und rückte am 10. Juni 1930 für Barnabas Fink in den Landtag nach. Diesem gehörte er bis zum 21. November 1932 an. 
Bechter war des Weiteren Gründungsmitglied und Obmann des Veteranenvereins sowie Gründungsmitglied und von 1910 bis 1937 Obmann des Braunviehzuchtverbandes. Er gehörte zudem als Vorstandsmitglied dem Vorarlberger Genossenschaftsverband an und war in der Bürgermusik Hittisau und dem Männerchor aktiv. 

## Privates
Gottlieb Bechter war der Sohn des Landwirts Johann Georg Bechter (1826–1893) und dessen Gattin Anna Maria Schwarz (1835–1917). Er heiratete am 25. Juni 1900 in Hittisau Christina Bechter (1865–1938) und wurde 1901 Vater eines Sohnes. 

## Auszeichnungen
- Ehrenbürger der Gemeinde Hittisau (1919)
- Ehrenobmann des Männerchors
- Ehrenmitglied des Braunviehzuchtverbandes